# Fris! (radioprogramma)
Fris! is een radioprogramma op de Nederlandse radiozender NPO Radio 1.
Het programma wordt sinds januari 2015 elke zondag tussen 4:00 en 6:00 uur uitgezonden door de KRO-NCRV. Het wordt gepresenteerd door Mirthe van der Drift en gemaakt door studenten van de KRO-NCRV Radioschool. Voorgaande presentatoren waren onder andere Thomas van Vliet en Emmely de Wilt.
Het programma heeft enkele terugkerende onderdelen zoals 'Ik durf het bijna niet te vragen' en 'Waarom ben je ook wakker?'.